# عمر گویندو
عمر گویندو (انگلیسی: Oumar Guindo؛ زادهٔ ۱۲ دسامبر ۱۹۶۹) بازیکن فوتبال اهل مالی بود.
وی همچنین در تیم ملی فوتبال مالی بازی کرده است.